# تی‌وی‌آر گرانچورا

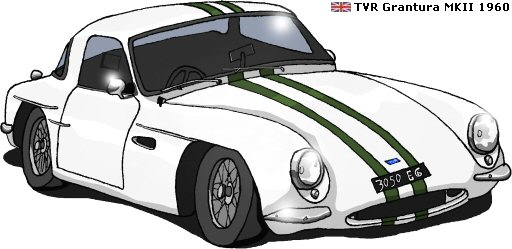

تی‌وی‌آر گرانچورا (TVR Grantura) خودرویی است که در سال‌های ۱۹۵۸–۱۹۶۷در انگلستان تولید شده‌است. 
این خودرو در کلاس خودرو اسپورت قرار گرفته، طراحی آن خودروهای موتور جلو-محور عقب بوده است. 